# Comunitat de comunes del cantó de Guichen
La Comunitat de comunes del cantó de Guichen (en bretó Kumuniezh kumunioù Kanton Gwizien) és una estructura intercomunal francesa, situada al departament de l'Ille i Vilaine a la regió Bretanya, al País de Les Vallons de Vilaine. Té una extensió de 212 kilòmetres quadrats i una població de 20.620 habitants (2006).

## Composició
Agrupa 7 comunes :
1. Baulon
2. Bourg-des-Comptes
3. Goven
4. Guichen
5. Guignen
6. Lassy
7. Saint-Senoux